# 氷筍

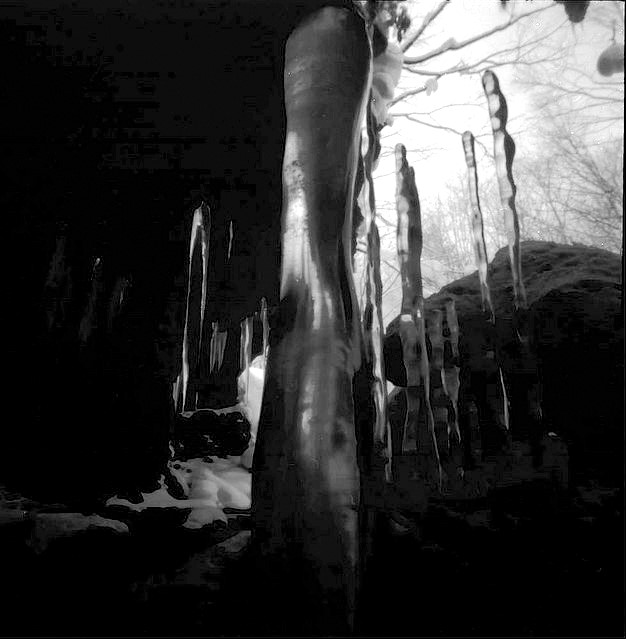
北海道登別市のカルルス氷筍洞窟の氷筍

氷筍（ひょうじゅん）とは、洞窟に発生する逆さの氷柱である。−3℃程度で発生し、上から滴り落ちた雫が瞬時に凍りついたもので、タケノコ（筍）のような形状をしていることからこの名で呼ばれる。形成過程は鍾乳洞の石筍と似ており、数千本単位で発生する。

## 氷筍リンク
氷筍は少しずつ滴り落ちた水が凍って形成されるため、ほぼ完全な単結晶となっている。そのためよく滑る氷としてスケートリンクの氷に活用されている。輪切りにした氷筍を敷き詰めてリンクとする。1998-99年のシーズンに長野五輪スピードスケート会場のエムウェーブで製作された。